# Ulryka Franciszka Nisch
Ulryka Franciszka Nisch, (właśc. Ulrika Franziska Nisch, ur. 18 września 1882 w Mittelbiberach, zm. 8 maja 1913 w Allensbach) – zakonnica ze Zgromadzenia Sióstr Miłosierdzia Świętego Krzyża, niemiecka Błogosławiona Kościoła katolickiego.

## Życiorys
Urodziła się w wielodzietnej, bardzo biednej rodzinie. Gdy miała 22 lata, wstąpiła do zakonu Sióstr Miłosierdzia Świętego Krzyża w Hegne i otrzymała imię zakonne Ulrika. W 1907 złożyła śluby zakonne. Zmarła w opinii świętości. Została beatyfikowana przez papieża Jana Pawła II 1 listopada 1987 roku.